# Fête-Sed de l'an trente de Ramsès II
Les documents font défaut, pour comprendre le déroulement exact de cette fête-Sed de l'an 30 du règne de Ramsès II, les témoignages de prêtres ou scribes de l'époque étant demeurés rares.
Ramsès II a cinquante-six ans quand il aborde la trentième année de son règne et s'apprête à célébrer son « jubilé », utile pour tenter de donner au souverain une « nouvelle jeunesse ».
C'est alors à Khâemouaset, l'un des fils du pharaon, que revient la charge d'annoncer l'événement :

« Année trente, première fête Sed du Seigneur du Double Pays, Ousermaâtrê-Setepenrê, doué de vie pour le temps infini.
Sa majesté ordonne que soit annoncée la fête Sed dans le pays tout entier par le fils du roi, le prêtre Sem Khâemouaset. »

Ce dernier est assisté de Khay, le nouveau vizir nommé par Pharaon, qui succède à son père Paser.
Cette année-là, comme par magie, la nature se met au diapason ainsi que le note un scribe :

« Haut est le Nil pour le premier jubilé de Ramsès Méryamon (...).
Aucune digue ne peut résister devant lui.
Les rives reculées regorgent de poissons et de gibier (...), les greniers touchent le ciel. »

La fête-Sed se déroule sous l'égide de la déesse Hathor. La « grande épouse royale » Néfertari n'étant plus depuis cinq ans, c'est selon toute vraisemblance la grande épouse royale Isis-Néféret, la mère de Khâemouaset, qui tient le rôle d'Hathor, déesse du renouvellement ; Bentanat, fille de Ramsès II et une de ses secondes « grandes épouses », le rôle de Sothis, divinité de la crue bienfaisante du Nil.
La fête débute à Pi-Ramsès, capitale de Ramsès II, mais le rite essentiel consiste en l'érection du pilier Djed qui symbolise le dieu Osiris lors de sa résurrection. Cette cérémonie solennelle doit se dérouler à Memphis, dans le temple de Sokar. Ramsès, suivi de sa cour, se rend donc dans l'ancienne capitale pour redresser le pilier « osiriaque », qui sera gardé dans le temple de Sokar en vue du jubilé royal suivant.